# Кліфтон (округ Пірс, Вісконсин)
Кліфтон (англ. Clifton) — місто (англ. town) в США, в окрузі Пієрс штату Вісконсин. Населення — 2177 осіб (2020).

## Демографія
Згідно з переписом 2010 року, у місті мешкало 2012 осіб у 700 домогосподарствах у складі 595 родин. Було 754 помешкання
Расовий склад населення:
| - 97,2 % — білих - 1,1 % — азіатів - 0,2 % — корінних американців |

До двох чи більше рас належало 1,1 %. Частка іспаномовних становила 1,0 % від усіх жителів.
За віковим діапазоном населення розподілялося таким чином: 27,5 % — особи молодші 18 років, 64,9 % — особи у віці 18—64 років, 7,6 % — особи у віці 65 років та старші. Медіана віку мешканця становила 41,2 року. На 100 осіб жіночої статі у місті припадало 108,5 чоловіків;  на 100 жінок у віці від 18 років та старших — 106,4 чоловіків також старших 18 років.
Середній дохід на одне домашнє господарство  становив 135 758 доларів США (медіана — 118 636), а середній дохід на одну сім'ю — 142 318 доларів (медіана — 125 938). Медіана доходів становила 70 000 доларів для чоловіків та 67 750 доларів для жінок. За межею бідності перебувало 4,1 % осіб, у тому числі 7,9 % дітей у віці до 18 років та 0,0 % осіб у віці 65 років та старших.
Цивільне працевлаштоване населення становило 1184 особи. Основні галузі зайнятості: освіта, охорона здоров'я та соціальна допомога — 20,6 %, виробництво — 16,6 %, науковці, спеціалісти, менеджери — 13,5 %, роздрібна торгівля — 10,9 %.